# Lightiella serendipita
Lightiella serendipita är en kräftdjursart som beskrevs av Jones 1961. Lightiella serendipita ingår i släktet Lightiella och familjen Hutchinsoniellidae. Inga underarter finns listade i Catalogue of Life.